# アルベルト・カルデロン
アルベルト・カルデロン（Alberto Pedro Calderón, 1920年9月14日 - 1998年4月16日）はアルゼンチンの数学者。偏微分方程式や特異積分、補間定理の研究で知られる。メンドーサ生まれ。

## 生涯
1947年にブエノスアイレス大学の土木工学科を卒業し、1950年にシカゴ大学で数学の博士号を取得した。
1958年にカルデロンは最も重要な業績の一つである、コーシー問題の特異解を得た。そして博士論文の指導者であるアントーニ・ジグムンドとともに、特異積分におけるカルデロン-ジグムンド理論を発表した。
彼は1985年に引退するまでに、オハイオ州立大学、プリンストン高等研究所、マサチューセッツ工科大学、シカゴ大学で教鞭を取った。
アメリカ合衆国のシカゴで死去。Inverse Problems International Associationによって贈られるカルデロン賞は彼の名前を冠したものである。

## 受賞歴
- 1975年 ボッチャー記念賞
- 1989年 ウルフ賞数学部門、スティール賞
- 1991年 アメリカ国家科学賞など